# 溪南八景
《溪南八景》是的著名徽州府歙县西乡西溪南村（别称丰南）的八处风景，分别是：祖祠乔木、梅溪草堂、南山翠屏、东畴绿绕、清溪涵月、西陇藏云、竹坞凤鸣、山源春涨。最初见于元代的《溪南吴氏八景记》，明清时期曾一再成为祝枝山、石涛等诸多大家诗画描绘的主题。

## 《溪南八景记》
“溪南八景”最初见于元至治元年（1321年）当地人吴希德（号梅溪居士）所写的《溪南吴氏八景记》。

## 《溪南八景》诗
明弘治戊午年（1498年），吴门四才子之一、西溪南吴氏外甥祝枝山来游西溪南，从故交吴希德后裔吴以睿处见到《八景记》后，题写律诗八首《溪南八景》。
- 《祖祠乔木》：“煌煌清庙奠崇冈，灵树擎天拔地强。天子报功惟社稷，云孙追远许烝尝。千寻古色武侯柏，十亩清阴召伯棠。今日孙枝正蕃秀，愿移材干献明堂。”
- 《梅溪草堂》：“君子高居涧水浔，小斋还筑傍琼林。看花忽见乾坤理，玩易正求天地心。香蜡浮浮谁共味，寒流汩汩自成音。试看床上书连屋，莫道前人不遗金。”
- 《南山翠屏》：“结庐当面至周遭，登眺何须着屐劳。节彼瞻如太师尹，悠然见似隐君陶。千岩雨过浮青障，万木春深滚翠涛。拄颊朝来浔新句，禾麦秋色与相高。”
- 《东畴绿绕》：“庞公宅畔甫田多，猷亩春深水气和。五两细风摇翠练，一犁甘雨展青罗。鱼鳞隐伏轻围径，燕尾逶迤不作波。最喜经锄多有获，丰年定愧伐檀歌。”
- 《清溪涵月》：“黄山高脉滥微觞，一道分流向草堂。有本却如先泽远，分清还看末流长。金波冷浸罗纹丽，玉髓虚凝宝鉴光。记得唐贤佳句在，千寻练带晚含香。”
- 《西陇藏云》：“非烟长护屋西岑，恍惚朝晖又夕阴。不可赠君惟自悦，有时出岫本无心。微横一抹蛾眉翠，漫绕千重絮幄深。好去从龙覃世泽，南溪应作傅岩寻。”
- 《竹坞凤鸣》：“当时贤者此徘徊，手把琅玕屋后栽。万个自缘医俗在，九苞曾览德辉来。宫商盈耳箫韶奏，毛彩朝阳紫翠开。今日遗雏有君子，来仪须上九成台。”
- 《山源春涨》：“清时潘骑有闲居，山泽源通二月余。才见甘霖过洞府，忽看浮气袭图书。镜铺浩渺金波泛，帘挂玲珑玉液虚。好待桃花春浪暖，君家惊起化龙鱼。”

清康熙年间，吴氏后裔吴与桥将祝枝山诗摹勒刻碑，现存歙县“新安碑园”。

## 《溪南八景图册》
清康熙三十九年（1700年）正月十三日，在扬州青莲阁，画家石涛系受好友名士吴南高之邀，用宋罗纹纸，根据祝枝山诗作《溪南八景》的诗意，创作八幅山水画册页《溪南八景图册》，描绘吴南高家乡，共八开，每开纵31.5厘米、横51.8厘米，题跋中说明绘于“庚辰上元前二日青莲阁”，即绘。画作，现藏于上海博物馆。这套册页后为上海收藏家庞莱臣收藏，1937抗日战争湖州南浔镇沦陷时,图册散失四开，现存第四、五、七、八图。1940年由张大千补画四开，现一同藏于上海博物馆。